# Bantuski jezici
Bantuski jezici (engleski: narrow Bantu) velika je grana jezika šire skupine južnih bantoidnih jezika. Obuhvaća (522) jezika iz središnje i južne Afrike. Osnovna joj je podjela na centralne i sjeverozapadne. 

## Popis jezika
a) Centralni bantuski jezici (337) Demokratska Republika Kongo, Tanzanija, Kongo, Angola, Kenija, Mozambik, Komori, Burundi, Ruanda, Bocvana, Lesoto, Uganda, Zambija, Namibija, Malavi, Zimbabve, Južnoafrička Republika, Esvatini, Sudan: Bembe (D.50) (2): bembe, buyu; Bira-Huku (D.30) (14): amba, bera, bhele, bila, bodo, budu, homa, kaiku, kango,  komo, mbo, ndaka, nyali, vanuma; Enya (D.10) (4): enya, lengola, mbole, mituku; Lega-Kalanga (D.20) (11): bali, beeke, hamba, holoholo, kanu, kwami, lega-mwenga, lega-shabunda, lika, songoora, zimba; Nyanga (D.40) (1): nyanga; Chaga (E.30) (7): gweno, kahe, machame, mochi, rombo, rwa, vunjo; Kikuyu-Kamba (E.20) (8): chuka, dhaiso, embu, gikuyu, kamba, meru, mwimbi-muthambi, tharaka; Kuria (E.10) (11): gusii, ikizu, ikoma, kabwa, kuria, ngurimi, sizaki, suba, temi, ware, zanaki; Nyika (E.40) (10): chonyi, digo, duruma, giryama, malakote, pokomo (2 jezika, gornji i donji), sagalla, segeju, taita; Nyilamba-Langi (F.30) (4): langi, mbugwe, nilamba, nyaturu; Sukuma-Nyamwezi (F.20) (6): bungu, kimbu, konongo, nyamwezi, sukuma, sumbwa; Tongwe (F.10) (6): bende, fipa, mambwe-lungu, pimbwe, rungwa, tongwe; Bena-Kinga (G.60) (9): bena, hehe, kinga, kisi, magoma, manda, pangwa, sangu, wanji; Gogo (G.10) (2): gogo, kagulu; Pogoro (G.50) (2): ndamba, pogolo; Shambala (G.20) (4): asu, bondei, shambala, taveta; Swahili (G.40) (8): komorski (4 jezika: mwali, ndzwani, ngazidja i komorski, makwe, mwani, swahili (2 jezika: kongoanski swahili i swahili); Zigula-Zaramo (G.30) (11): doe, kami, kutu, kwere, luguru, mushungulu, ngulu, sagala, vidunda, zaramo, zigula; Hungana (H.40) (1): hungana; Kongo (H.10) (10): beembe, doondo, kaamba, kongo (2 jezika: kongo, san salvador), kunyi, laari, suundi, vili, yombe; Mbundu (H.20) (4): bolo, mbundu, nsongo, sama; Yaka (H.30) (7): lonzo, mbangala, ngongo, pelende, sonde, suku, yaka; Haya-Jita (J.20) (9): haya, jita,  kara, kerewe, kwaya, nyambo, subi, talinga-bwisi, zinza; Konzo (J.40) (2): konjo, nande; Masaba-Luyia (J.30) (8): bukusu, idakho-isukha-tiriki, logooli, luyia, masaba, istočni nyala, nyole, nyore; Nyoro-Ganda (J.10) (12): chiga, ganda, gungu, gwere, hema, kenyi, nyankore, nyoro, ruli, singa, soga, tooro; Rwanda-Rundi (J.60) (6): ha, hangaza, rundi, rwanda, shubi, vinza; Shi-Havu (J.50) (8): fuliiru, havu, hunde, joba, kabwari, nyindu, shi, tembo; Chokwe-Luchazi (K.20) (9): chokwe, luchazi, luimbi, luvale, mbunda, mbwela, nkangala, nyemba, nyengo; Diriku (K.70) (1): diriku; Holu (K.10) (4): holu, kwese, phende, samba; Kwangwa (K.40) (6): kwangali, luyana, mashi, mbowe, mbukushu, simaa; Mbala (K.60) (1): mbala; Salampasu-Ndembo (K.30) (3): lunda, ruund, salampasu; Subia (K.50) (3): fwe, subiya, totela; Bwile (L.10) (1): bwile; Kaonde (L.40) (1): kaonde; Luba (L.30) (6): hemba, kanyok, luba-kasai, luba-katanga, lwalu, sanga; Nkoya (L.50) (1): nkoya; Songye (L.20) (5): bangubangu, binji, kete, luna, songe; Bemba (M.40) (3): aushi, bemba, taabwa; Bisa-Lamba (M.50) (3): lala-bisa, lamba, seba; Lenje-Tonga (M.60) (6): dombe, ila, lenje, sala, soli, tonga; Nyakyusa (M.30) (1): nyakyusa-ngonde; Nyika-Safwa (M.20) (6): malila, ndali, nyamwanga, nyiha, safwa, wanda; Nyika-Safwa (N.20) (1): lambya; Manda (N.10) (3): matengo, ngoni, tonga; Manda (N.12) (1): mpoto; Nyanja (N.30) (1): nyanja; Senga-Sena (N.40) (7):  barwe, kunda, nsenga, nyungwe, phimbi, sena (2 jezika: malavijski sena i sena); Tumbuka (N.20) (1): tumbuka; Makua (P.30) (16): chuwabu, kokola, koti, lolo, lomwe, maindo, makhuwa, makhuwa-marrevone, makhuwa-meetto, makhuwa-moniga, makhuwa-saka, makhuwa-shirima, manyawa, marenje, nathembo, takwane; Matumbi (P.10) (7): matumbi, mbunga, ndendeule, ndengereko, ngindo, nindi, rufiji; Yao (P.20) (6): machinga, makonde, mwera ili chimwera, mwera ili nyasa, ndonde hamba, yao; Herero (R.30) (2): herero, zemba; Ndonga (R.20) (5): kwambi, kwanyama, mbalanhu, ndonga, ngandyera; Južni Mbundu (R.10) (4): ndombe, nkhumbi, nyaneka, umbundu; Yeye (R.40) (1): yeyi; Chopi (S.60) (2): chopi, tonga; Nguni (S.40) (4): ndebele, swati, xhosa, zulu; Shona (S.10) (8): dema, kalanga, manyika, nambya, ndau, shona, tawara, tewe; Sotho-Tswana (S.30) (8): birwa, kgalagadi, lozi, ndebele, sotho (2 jezika: sjeverni i južni), tswana, tswapong; Tswa-Ronga (S.50) (3): ronga, tsonga, tswa; Venda (S.20) (1): venda; Neklasificirani (9): boguru, gbati-ri, isanzu, kari, mayeka, ngbee, ngbinda, nyanga-li, songo;
b) Sjeverozapadni bantuski jezici (174) Kamerun, Kongo, Ekvatorska Gvineja, Gabon, Srednjoafrička Republika, Demokratska Republika Kongo: Bafia (A.50) (5): bafia, dimbong, hijuk, lefa, tibea; Basaa (A.40) (4): bakoko, bankon, barombi, basaa; Bube-Benga (A.30) (5):  batanga, benga, bube, ngumbi, yasa; Duala (A.20) (7): bakole, bubia, duala, isu, malimba, mokpwe, wumboko; Kako (A.90) (3): kako, kwakum, pol; Lundu-Balong (A.10) (8): akoose, bafaw-balong, bakaka, bassossi, bonkeng, mbo, nkongho, oroko; Makaa-Njem (A.80) (13): bekwil, bomwali, byep,gyele, kol, koonzime, makaa, mpiemo, mpongmpong, ngumba, njyem, so, ukhwejo; Yaunde-Fang (A.70) (8): bebele, bebil, beti, bulu, eton, ewondo, fang, mengisa; Kele (B.20) (10): kélé, kota, mahongwe, mbangwe, ndasa, ngom, sake, seki, sighu, wumbvu; Mbere (B.60) (6): kaningi, mbere, ndumu, ngul, ombamba, yangho; Myene (B.10) (1): myene; Njebi (B.50) (4): duma, njebi, tsaangi, wandji; Sira (B.40) (7): barama, bwisi, lumbu, punu, sangu, sira, vumbu; Teke (B.70) (12): ibali (kiteke), ngungwel, tchitchege, teke-eboo, teke-fuumu, teke-kukuya, teke-laali, teke-nzikou, teke-tege, teke-tsaayi, teke-tyee, yaka; Tsogo (B.30) (5): bubi, kande, pinji, simba, tsogo; Yanzi (B.80) (6): boma, ding, mfinu, mpuono, tiene, yansi; Bangi-Ntomba (C.40) (27): babango, baloi, bamwe, bangala, bangi, boko, bolia, boloki, bolondo, bomboli, bomboma, bozaba, budza, dzando, libinza, likila, lingala, lobala, lusengo, mabaale, moi, ndobo, ndolo, ntomba, sakata, sengele, yamongeri; Bushong (C.90) (5): bushoong, dengese, lele, songomeno, wongo; Kele (C.60) (6): foma, kele, lombo, poke, so, mbesa; Mbosi (C.30) (6): akwa, koyo, likwala, likuba, mboko, mbosi; Mongo (C.70) (4): lalia, mongo-nkundu, ngando, ombo; Ngando (C.10) (2): ngando, yaka; Ngombe (C.50) (8): bwa, bwela, kango, ligenza, ngelima, ngombe, pagibete, tembo; Ngundi (C.20) (6): bomitaba, bongili, dibole, mbati, ngundi, pande; Tetela (C.80) (5): kela, kusu, nkutu, tetela, yela; Neklasificirani: molengue.
c) Neklasificirani (2) Demokratska Republika Kongo: bemba, songa.

## Vanjske poveznice
- Ethnologue (14th)